# Ambia, Indiana
Ambia är en ort i Benton County i delstaten Indiana, USA.